# Elimkerk (Tilburg)
De Elimkerk is een protestants kerkgebouw in de Noord-Brabantse stad Tilburg. De kerk is gelegen aan de Minister Mutsaersstraat 22.

## Geschiedenis
Dit kerkgebouw werd in 1949 opgericht ten behoeve van de Nederlandsch Hervormde Gereformeerde Vereeniging voor Evangelisatie ELIM. Hier kwamen hervormden bijeen die zich verbonden voelden met de Gereformeerde Bond in de Protestantse Kerk in Nederland. Na de kerkenfusie van 2004 tot PKN bleef dit binnen de PKN een eigen kerkgebouw met een meer bevindelijke signatuur.

## Gebouw
Het uiterst sobere gebouw oogt als een schooltje onder zadeldak. De voorgevel toont zandstenen elementen als bij de wederopbouwarchitectuur.